# Műszeres leszállító rendszer

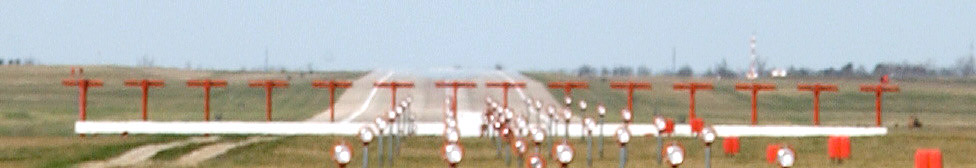
Iránysáv adóantennák egy futópálya küszöbénél

A műszeres leszállító rendszer, más néven ILS (az angol nyelvű instrument landing system kifejezés rövidítése) a légi közlekedésben használt kétkomponensű rádiónavigációs rendszer, amelynek egyik alkotóeleme a földi telepítésű jeladókból, míg a másik komponense a repülőgépekre telepített ILS vevőből, jelkiértékelő és kijelző berendezésekből áll. Az ILS a megfelelő műszerekkel felszerelt repülőgépek pilótái számára nyújt segítséget a futópálya helyes megközelítésében. Pontos és biztonságos volta miatt a műszerrepülést végző gépek lehetőség szerint szinte mindig ILS-sel szállnak le, még látvarepülési körülmények között is.

## Működése
Az ILS két rádiójelből áll:

Iránysáv és siklópálya

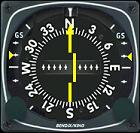
A HSI kijelzése szerint az iránysávtól balra, a silkópálya alatt vagyunk

- iránysáv (localizer, az ábrán zöld), mely vízszintes útmutatást ad (pályaegyenes iránya)
- siklópálya (glideslope, az ábrán piros), mely függőleges útmutatást ad (szükséges süllyedési profil)

A gyakorlatban az ILS úgy használatos, hogy a megközelítés során a megfelelő távolságban a pilóta rááll az iránysávra, majd a kijelölt siklópályát követve elvégzi a süllyedést és végül a leszállást. A repülőtér domborzati viszonyai és az adott repülőtéren helyileg előírt forgalmi eljárások egyedileg eltérőek, így az ILS eljárást is repülőterenként különböző távolságokon kezdik el a pilóták.
A jeladó antennákat a pályaküszöb előtt helyezik el.  Az ILS rendszer pontosságára jellemző, hogy az általa kijelölt siklópályát tartva, az arra alkalmas robotpilóta is képes elvégezni a leszállást, akár emberi beavatkozás nélkül is (autoland).
Az ILS ún. precíziós megközelítés, ugyanis magassági információ is van. Azokat a megközelítéseket, melynél nincs magassági információ (pl. NDB, VOR/DME), nem-precíziós megközelítésnek nevezik.

### Kategóriák
- CAT I: elhatározási magasság 60 m (200 láb) fölött, látótávolság 800 m fölött, vagy pályafények láthatósága 550 m fölött.
- CAT II: elhatározási magasság 60 m (200 láb) és 30 m (100 láb) közt, pályafények láthatósága több mint 300 m A, B, C kategóriás gépek esetén, és több mint 350 m D kategóriás gépek esetén.
- CAT IIIA: elhatározási magasság 30 m (100 láb) alatt, vagy elhatározási magasság nélkül, pályafények láthatósága minimum 200 m
- CAT IIIB: elhatározási magasság 15 m (50 láb) alatt, vagy elhatározási magasság nélkül, pályafények láthatósága 200 m alatt, de nem kevesebb mint 75 m. Robotpilóta használata a gurulósebesség eléréséig. Amerikában a pályafények láthatósága minimum 50 m lehet.
- CAT IIIC: elhatározási magasság és vizuális kapcsolat nélkül. Ez a kategória jelenleg sehol nem használt a világon, mivel szükséges hozzá a gurítás 0 látótávolság mellett is.

Egy adott kategória használatához nemcsak a repülőtéri berendezés kell adott pontosságú legyen, hanem a repülőgép műszere is; sőt, a pilótának is meg kell legyen a megfelelő képesítése.

### Markerek
Az ILS kiegészítőjeként ún. markereket telepítenek a végső egyenes irányán, melyek a pilótafülkében hang- és fényjelzést adnak, mikor a gép az antenna fölött repül át. A jeleket függőlegesen felfele irányított antennák adják 75 MHz-en.
- Outer marker

Az "outer marker" általában 7,2 kilométerre (3,9 tengeri mérföld, 4,5 mérföld) telepítik a pályaküszöbtől - a távolság változó lehet ettől függetlenül: 6,5-11,1 km (3,5-6,0 tengeri mérföld; 4,0-6,9 mérföld) közt.
A jel, amit a pilóta is hall, egy 400 Hz-es Morze "tá-tá-tá..." kódsorozat, emellett kék színű jelzés jelenik meg a marker kijelzőjén, összhangban a hangjelzéssel.

Outer marker

A célja, hogy figyelmeztesse a pilótákat a magasság, távolság és a leszálláshoz szükséges összes berendezés ellenőrzésére a megközelítés során.
- Middle marker

Alacsony látási viszonyok mellett jelzi a megszakított megközelítés (missed approach) pontját, illetve ezen a ponton már jó esetben látható a futópálya. Általában 1,1 km (3500 láb) távolságra helyezik a küszöbtől. A fényjelzés borostyán-sárga, a hangjelzés 1,3 kHz-es, váltakozó Morze "ti-tá ti-tá ti-tá...", másodpercenként kettő. Cat II / III ILS rendszerek tartozéka.
- Inner marker

Middle marker

Nagyon alacsony látási viszonyok mellett a küszöbtől való távolságot jelzi, ami 300 m (1000 láb). A fényjelzés fehér színű, a hangjelzés 3 kHz-es Morze "ti-ti-ti..." sorozat. Cat II / III ILS rendszerek tartozéka.

Inner marker

## Története
Ahogy egyre nőtt a repülési forgalom, úgy lett egyre szükségszerűbb egy berendezés, mely rossz időjárási körülmények közt is biztonságosan levezeti a gépet a pályára. Az ILS rendszer tesztelése 1929-ben kezdődött el, az első "éles" bevetés majd 10 év múlva történt meg: 1938. január 26-án egy Boeing 247-D típusú gép szállt le hóviharban, Pittsburghben. Később, az 1970-es években elkezdődött a pontosabb MLS (Microwave Landing System – mikrohullámú leszállítórendszer) kifejlesztése-tesztelése. A GPS rohamos fejlődése, illetve a polgári felhasználás elterjedése miatt az MLS nem nyert igazán teret, de Angliában jelenleg is használják, többek közt a Heathrow reptéren. Az első MLS-sel történő leszállást 2009 márciusában hajtották végre. A földi gurító rendszer (FAA Ground-Based Augmentation System (GBAS)) napjainkban kezd elterjedni, de még erősen tesztelési fázisban van. Jelenleg[mikor?] is folyik a rendszer engedélyeztetése és elfogadása.